# Силы обороны Лесото
Силы обороны Лесото (англ. Lesotho Defence Force) — военная организация Лесото, предназначенная для защиты свободы, независимости и территориальной целостности государства. Состоят из сухопутных войск, включающих воздушное крыло.

## Общие сведения
| Вооружённые силы Лесото                                         | Вооружённые силы Лесото |
| --------------------------------------------------------------- | --- |
| Призывной возраст и порядок комплектования:                     | Вооружённые силы Лесото комплектуются на контрактной основе; контракт могут заключить лица мужского пола в возрасте от 18 до 24 лет; призыва нет; женщины могут служить в войсках только на офицерских должностях. |
| Человеческие ресурсы, доступные для воинской службы:            | мужчины в возрасте 16-49: 472,456 женщины в возрасте 16-49: 508,953 (2010 оценочно) |
| Человеческие ресурсы, пригодные для воинской службы:            | мужчины в возрасте 16-49: 270,184 женщины в возрасте 16-49: 275,734 (2010 оценочно) |
| Человеческие ресурсы, ежегодно достигающие призывного возраста: | мужчины: 19,110 женщины: 20,037 (2010 оценочно) |
| Военные расходы — процент от ВВП:                               | 2,6 % (на 2006 год) 58 место в мире |

## История

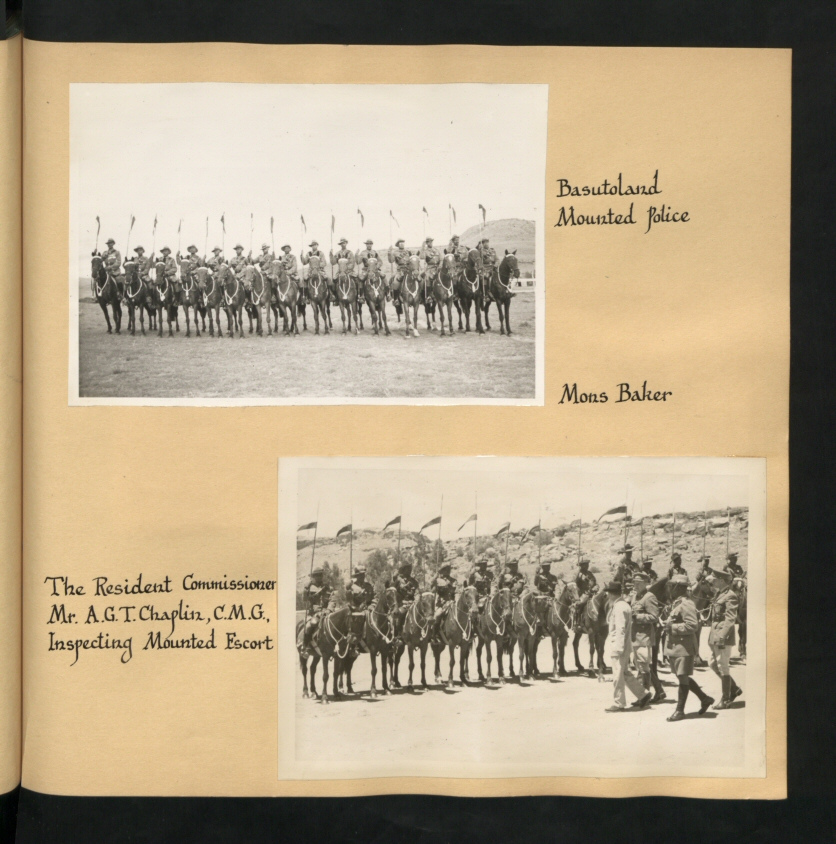
созданное в 1872 году подразделение конной полиции Басутоленда

подразделение почётного караула вооружённых сил Лесото с автоматами FN FAL (4 августа 2009 года)

На протяжении длительного времени территория страны находилась под властью Британской империи.
В 1879 году губернатор Капской колонии издал приказ о запрете неграм владеть огнестрельным оружием и изъятии у них оружия (что стало причиной восстания басуто) — в результате, по завершившему восстание договору от 29 апреля 1881 года басуто сохранили право на владение оружием.
Во время второй мировой войны тысячи басуто служили в британских войсках.
30 апреля 1965 года Басутоленд получил автономию, а 4 октября 1966 года — независимость (как конституционная монархия в составе Британского Содружества наций). В принятой в 1966 году конституции Лесото декларируется государственный суверенитет королевства и самостоятельное обеспечение безопасности, однако на практике внешняя безопасность зависит от Южно-Африканской Республики (так как территория страны окружена ЮАР).
После поражения правящей Национальной партии на всеобщих парламентских выборах 27 января 1970 года премьер-министр Л. Джонатан ввёл чрезвычайное положение, аннулировал результаты выборов и приостановил действие конституции; только в 1973 году чрезвычайное положение было отменено.
В 1979 году обстановка в стране оставалась нестабильной, имели место вооружённые антиправительственные выступления — и правительство приняло экстренное решение о преобразовании полиции в армию.
В январе 1986 года ЮАР начала блокаду Лесото, и 20 января 1986 года в стране произошел военный переворот, в результате которого Л. Джонатан был смещён, премьер-министром стал командующий вооружёнными силами генерал-майор Джастин Лекханья. По радио было объявлено, что министерства временно возглавят ответственные секретари, иностранные компании могут спокойно продолжать свою деятельность, а населению следует оказывать поддержку новым властям, но аэропорт Лесото был временно закрыт.
10 ноября 1989 года самолёт C-212-M-300 вооружённых сил Лесото врезался в гору, погибли все 15 человек на борту (эта катастрофа стала крупнейшим авиапроисшествием в истории страны).
После парламентских выборов в мае 1998 года в стране начались массовые беспорядки, проигравшую на выборах оппозицию поддержала часть армейских офицеров, начавших вооружённую борьбу против правительства. При помощи со стороны военных ЮАР мятеж был подавлен к концу 1998 года.
В 2007 году в условиях засухи политическое и экономическое положение в стране осложнилось, власти ввели чрезвычайное положение, а выборы в парламент были перенесены на 17 февраля 2007 года. В результате, в марте 2007 года имели место волнения и антиправительственные выступления. В июне-июле 2007 года состоялся суд, на котором пять человек (в том числе, три военнослужащих вооружённых сил Лесото и отставной офицер) были признаны виновными в стрельбе по жилым домам четырёх политиков и осуждены.
В 2007-2008 гг. общая численность вооружённых сил составляла 2 тыс. человек (полиции — ещё около 400 человек).
13 апреля 2017 года вертолёт Eurocopter EC135T2+ вооружённых сил Лесото разбился (погибли все 4 человека на борту). В декабре 2018 года разбился ещё один вертолёт вооружённых сил Лесото (на борту которого находились 4 военнослужащих, один офицер погиб и два человека были травмированы).

## Современное состояние
По состоянию на начало 2022 года, общая численность вооружённых сил составляла 2 тыс. человек.
- сухопутные войска: 2 тыс. человек, один танк Т-55 и 30 бронемашин (четыре AML-90, две БРДМ-2, шесть RAM Mk.3, десять RBY Mk.1 и восемь S52 «Shortland»)[1].
- военно-воздушные силы: 100 человек, три транспортных самолёта (два C-212-300 и один GA-8 «Airvan»), три транспортных вертолёта (один «Bell-412 Twin Huey» и два «Bell-412EP Twin Huey») и четыре учебных вертолёта (один «Bell 206» и три AS.350)[1]